# ریشه (ترانه)
«ریشه» تک‌آهنگی از هنرمند اهل مجارستان، یوتسی پاپائی است که در سال ۲۰۱۷ میلادی منتشر شد. این ترانه نماینده مجارستان در یوروویژن ۲۰۱۷ بود که به رتبه هشتم رسید.
این تک‌آهنگ در چارت‌های مجارستان جزو ده ترانه اول قرار گرفت.